# Сикульяна
Сикульяна (итал. Siculiana) — коммуна в Италии, располагается в регионе Сицилия, подчиняется административному центру Агридженто.
Население составляет 4636 человек, плотность населения составляет 116 чел./км². Занимает площадь 40 км². Почтовый индекс — 92010. Телефонный код — 0922.
Покровителем коммуны почитается святой Леонард Ноблакский, празднование  3 мая. В коммуне также особо празднуется Воздвижение Креста Господня.